# 鍾晼
钟晼，浙江山阴人，寄籍宛平縣，清朝政治人物、同进士出身。
雍正五年，登进士三甲，后官至国子监助教、礼部员外郎。